# Robe Mondrian

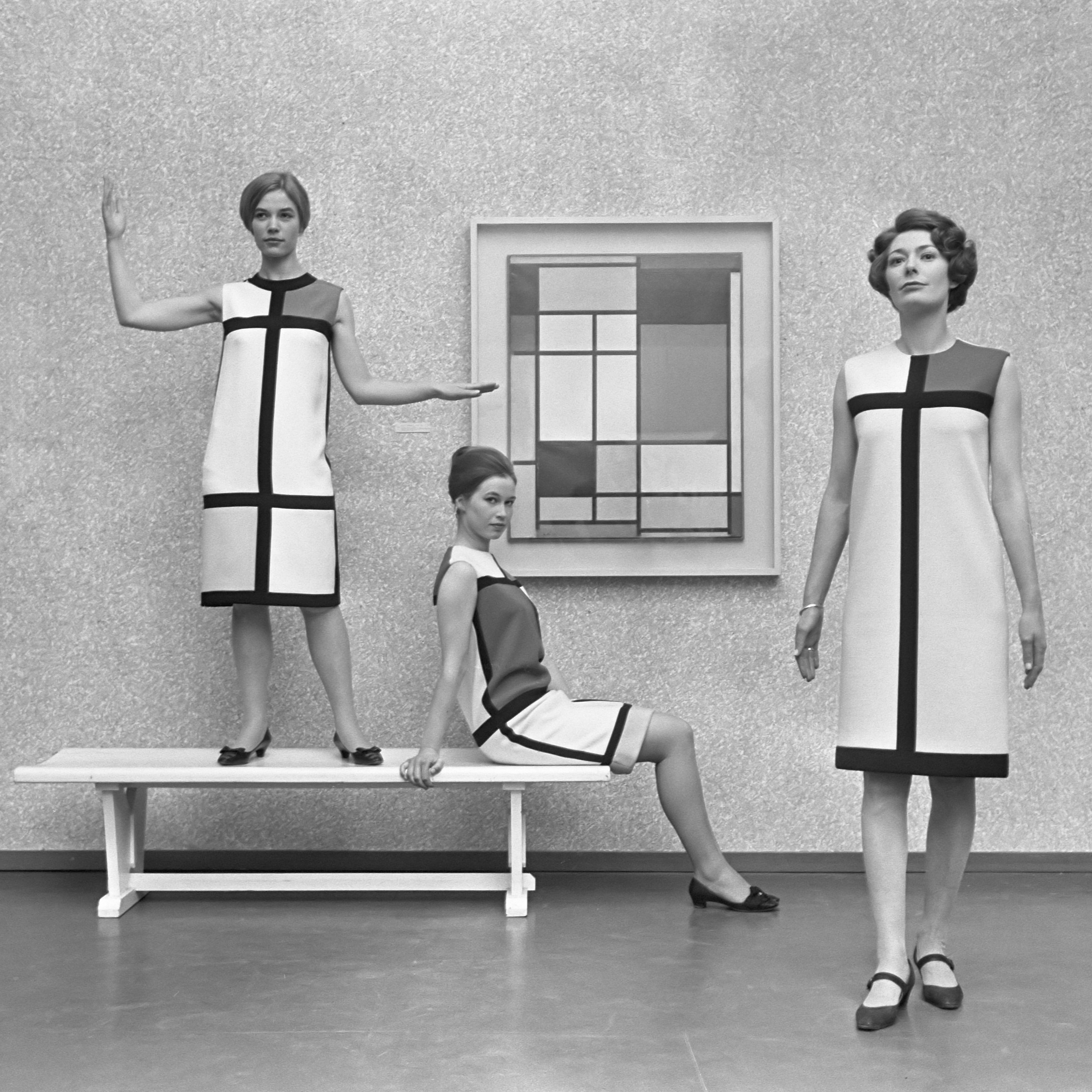
La robe Mondrian par Yves Saint Laurent (1966)

La robe Mondrian est une robe courte et droite créée, quatre ans après la création de sa propre maison, par le grand couturier français Yves Saint Laurent (YSL) à partir d'un imprimé inspiré des œuvres abstraites du néerlandais Piet Mondrian. Elle reste un symbole important de la mode des années 1960

## Historique

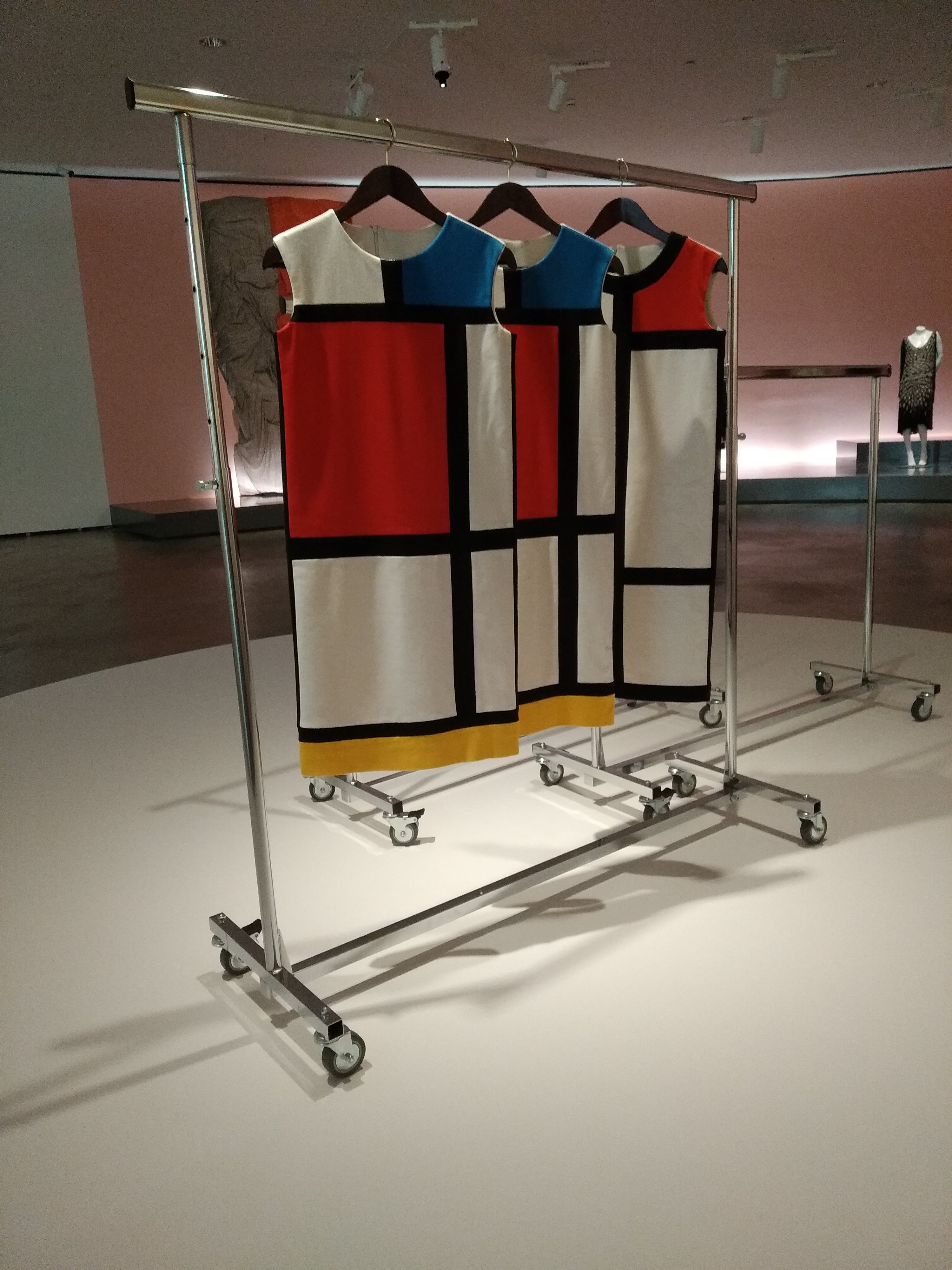
Trois robes Mondrian.

Cette collection présentée lors de la collection haute couture automne-hiver 1965,, dite « Hommage à Mondrian », comprend alors dix robes, mais l'histoire ne retiendra qu'un unique modèle emblématique. Le prototype est réalisé à l'époque avec l'aide d'Azzedine Alaïa qui trouve la technique pour mettre un zip dans le dos. Ce modèle, reprenant pour sa coupe la « robe sac » des années 1950, est une création en lainage, sans manche, descendant jusqu'aux genoux directement inspirée du tableau de 1935 Composition C (No III) du peintre.
Publiée sur la couverture du numéro de septembre 1965 du magazine féminin Elle, ainsi qu'en couverture des magazines Harper's Bazaar, et du Vogue français photographiée par David Bailey, elle reste l'une des créations les plus célèbres du couturier. Cette dernière publication dans le magazine français popularise alors la robe qui se voit largement copiée. En 1978, Pierre Bergé et Yves Saint Laurent font l'acquisition de la toile Composition avec bleu, rouge, jaune et noir de Mondrian.
Ces robes sont présentées pour la première fois au public lors d'un défilé pendant l'exposition universelle de 1992 de Séville,. La robe principale a été présentée à nouveau lors du défilé rétrospectif organisé en 2002, date de l'arrêt des activités de haute couture d'YSL, avant d'être rééditée.

## Précédents
Les reprises des œuvres de Mondrian dans la mode n'ont pas été une invention d'Yves Saint Laurent. En effet, la styliste Lola Prusac, embauchée par Hermès, s'en était déjà inspirée au tout début des années 1930, lorsqu'elle a découvert les peintures de l'artiste, pour créer une série de sacs et de bagages à incrustations rouge, jaune et bleu.